# Carbon (tijdschrift)
Carbon is een internationaal, aan collegiale toetsing onderworpen wetenschappelijk tijdschrift op het gebied van de
fysische chemie en materiaalkunde van koolstofhoudende vaste stoffen zoals grafeen.
Het wordt uitgegeven door Elsevier namens het American Carbon Committee en verschijnt 15 keer per jaar.
Het eerste nummer verscheen in 1963.